# Owen Jones
Owen Jones, född 15 februari 1809, död 19 april 1874, var en brittisk konstnär och konstvetenskaplig författare.
Owens gjorde sig främst känd som Kristallpalatsets dekoratör med originella uppslag bland annat i polykromi. Han verkade också som arkitekt och konstindustriell tecknare. Bland Jonses skrifter märks arbeten över Alhambra och monumenten vid Nilen samt Grammar of ornament (1856), den första betydande vägledningen på konststilarnas område.